# Sestrice (Pelješki kanal)
Sestrice je naziv za bliski par manjih otoka u Pelješkom kanalu: Mala Sestrica i Velika Sestrica. Oba otoka su nenaseljena a na Veloj sestrici se nalazi svjetionik "Otočić Sestrica Vela – Korčula". Upravno pripadaju gradu Korčuli. Vel(ik)a Sestrica je površine 11.183 m2 a Mala Sestrica zauzima površinu od 6.618 m2. To su dva najistočnija otoka u Korčulanskom otočju. 